# Ervin Major
Ervin Major (geboren 26. Januar 1901 in Budapest, Österreich-Ungarn; gestorben 10. Oktober 1967 in Budapest) war ein ungarischer Musikwissenschaftler und Komponist.

## Leben
Ervin Major war ein Sohn des Komponisten Gyula Major (1858–1925). Er studierte von 1917 bis 1921 Komposition bei Zoltán Kodály und Leo Weiner an der Budapester Musikakademie und von 1920 bis 1924 Philosophie an der Universität Budapest. Er wurde 1930 mit einer Dissertation über das Verhältnis zwischen der ungarischen Popmusik und der ungarischen Folklore an der Universität Szeged promoviert.
Von 1926 bis 1928 war er Herausgeber der Zeitschrift Zenei Szemle und arbeitete später in den Redaktionen von Muzsika (1929–1930) und Magyar muzsika (1935–1936) mit. Am Konservatorium Budapest und dessen Nachfolgerin Béla-Bartók-Mittelschule für Musik sowie an der Musikakademie war er als Musikbibliothekar beschäftigt und als Dozent für Komposition, Musiktheorie und ungarische Musikgeschichte, auf die er sich spezialisiert hatte.
Er verfasste Lexikoneinträge für das von Bence Szabolcsi und Aladar Tóth herausgegebene Zenei lexikon. Er komponierte Kammermusik, Klavier- und Orgelwerke und Chormusik und gab ungarische alte Musik heraus.
1951 wurde Major Mitglied der Ungarischen Akademie der Wissenschaften.

## Schriften (Auswahl)
- A martonvásári Beethoven Múzeum. Székesfehérvár: István Király Múzeum, 1958
- Mozart und Ungarn. Budapest: Petőfi Irodalmi Múzeum, 1956
- Bach és Magyarország. Budapest: Zeneműkiadó, 1953
- mit István Szelényi: A Magyar zongoramuzsika 100 éve = 100 Jahre ungarische Klaviermusik; von der „Werbungsmusik“ bis Bartók's „Kossuth“-Symphonie; eine Sammlung von Klavierstücken ungarischer Komponisten Budapest: Zenemükiadó, 1954